# Ethelfleda de Wilsaetas
Ethelfleda de Wilsaetas († 975) fue la segunda esposa de Edmundo I el Magnífico, rey de Inglaterra, con el que se casó pocas semanas antes de su asesinato en 946. Fue hija de Alfgar, caballero de Wilsaetas.
Después de la muerte de su esposo entra como monja en la abadía de Shaftesbury, en Dorset, donde murió en el año 975, siendo sepultada allí mismo.
| Predecesor: Elgiva | Reina Consorte de Inglaterra 944 - 946 | Sucesor: Elgiva de Wessex |

- Datos: Q4129783